# Hieracium anglicum
Hieracium anglicum es una especie de planta con flor del género Hieracium, de la familia Asteraceae, orden Asterales.

## Distribución
Hieracium anglicum se distribuye por Escocia, Norte de Inglaterra, Islas Orcadas, Irlanda e Irlanda del Norte.

## Taxonomía
Fue descrita científicamente por R. E. Fr. Fue publicada en Nova Acta Regiae Soc. Sci. Upsal., ser. 2, 14: 93 (1848).